# TEMPTATION BOX
『TEMPTATION BOX』（テンプテーション・ボックス）は、SCANDALの2枚目のアルバムである。

## 概要
完全生産限定盤は蜷川実花撮影・プロデュースによるフォトブック、初回生産限定盤はDVD付き。
アルバムのタイトルとテーマを決定した上で制作され、これまでのSCANDALには見られなかった試みにも挑戦している。「放課後1H」では、初めてTOMOMIがリードボーカルを担当。また「少女M」はMAMIがリードボーカルであり、「少女S」がタイトルのヒントとなった。
前作『BEST★SCANDAL』(通常盤)をフランスにおいて発売したところ、「2ndも発売してほしい」との要望が多数寄せられ、今作はイギリス、フランス、ドイツを含む世界42ヶ国においても発売された。

## 収録曲

### CD
1. EVERYBODY SAY YEAH! [3:43]
作詞：TOMOMI、尾上文　作曲：大久保友裕　編曲：川口圭太
2. 太陽と君が描くSTORY [3:57]
作詞：TOMOMI、田中秀典　作曲：田中秀典　編曲：藤井丈司、川口圭太
3. 瞬間センチメンタル [3:44]
作詞：SCANDAL、小林夏海　作曲：田鹿祐一　編曲：川口圭太
4. 放課後1H [4:00]
作詞：TOMOMI、依布サラサ　作曲・編曲：南ヤスヒロ (microman)
5. 涙のリグレット [5:11]
作詞：近藤ひさし / HISASHI KONDO　作曲・編曲：渡辺未来
6. Hi-Hi-Hi [3:13]
作詞：TOMOMI　作曲：田鹿祐一　編曲：川口圭太
7. 少女M [3:54]
作詞：MAMI、田鹿祐一　作曲：田鹿祐一　編曲：川口圭太、田鹿祐一
8. GIRLism [2:52]
作詞：TOMOMI、尾上文　作曲・編曲：大久保友裕
9. プレイボーイPartII [4:20]
作詞：RINA　作曲：ツキダタダシ　編曲：川口圭太
10. Hello! Hello! [4:28]
作詞：SCANDAL、田中秀典 　作曲：田中秀典　編曲：川口圭太
11. 会いたい [5:02]
作詞：HARUNA、尾上文　作曲・編曲：大久保友裕
12. さよなら My Friend [4:30]
作詞：TOMOMI、乾大志　作曲：乾大志　編曲：川口圭太

### DVD
- 「瞬間サクラゼンセンツアー〜2010 SPRING〜」DIGEST MOVIE
- 「SCANDALサミット Vol.1〜2」総集編